# Корольов (місто)

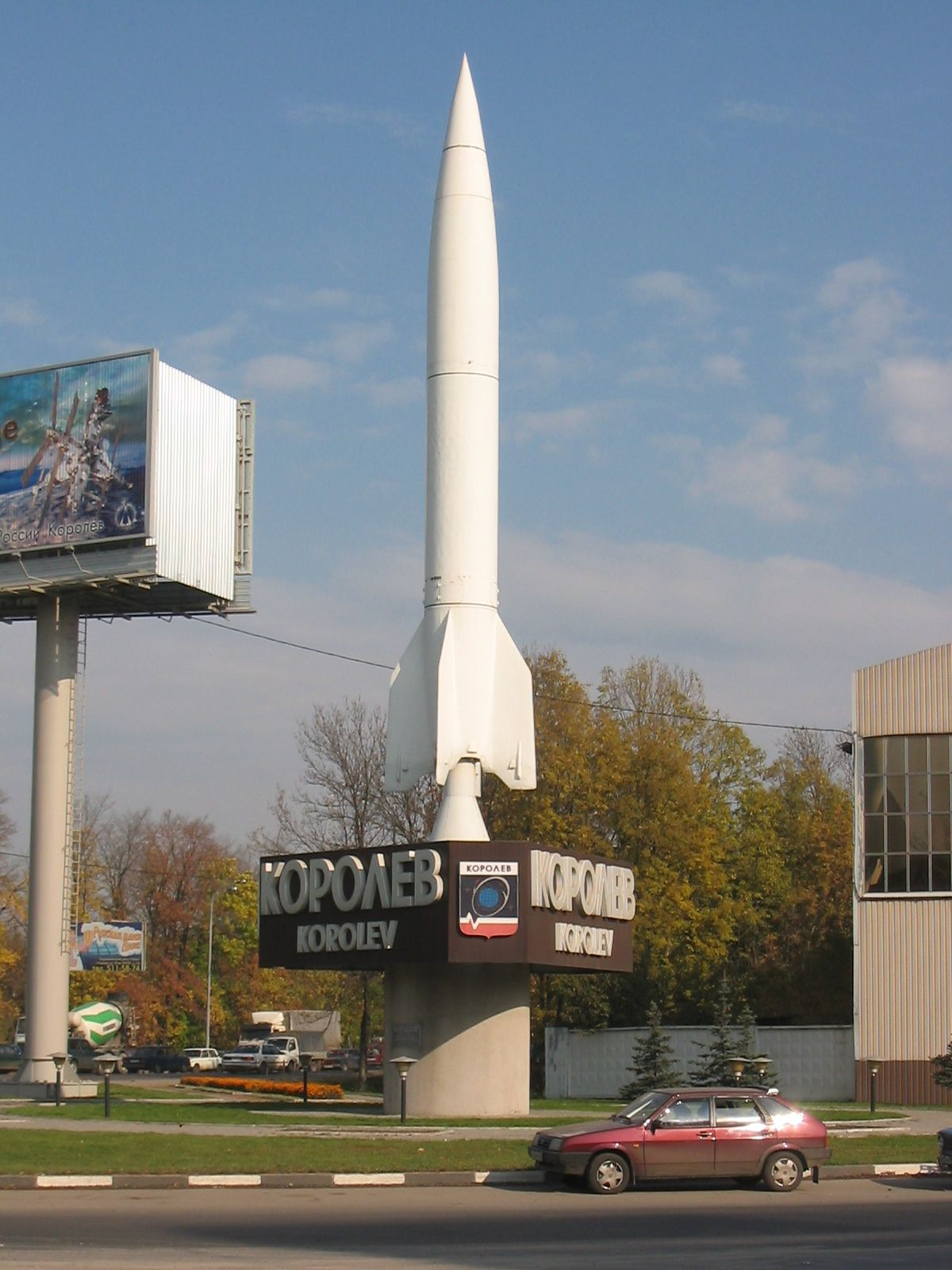
В'їзд до міста

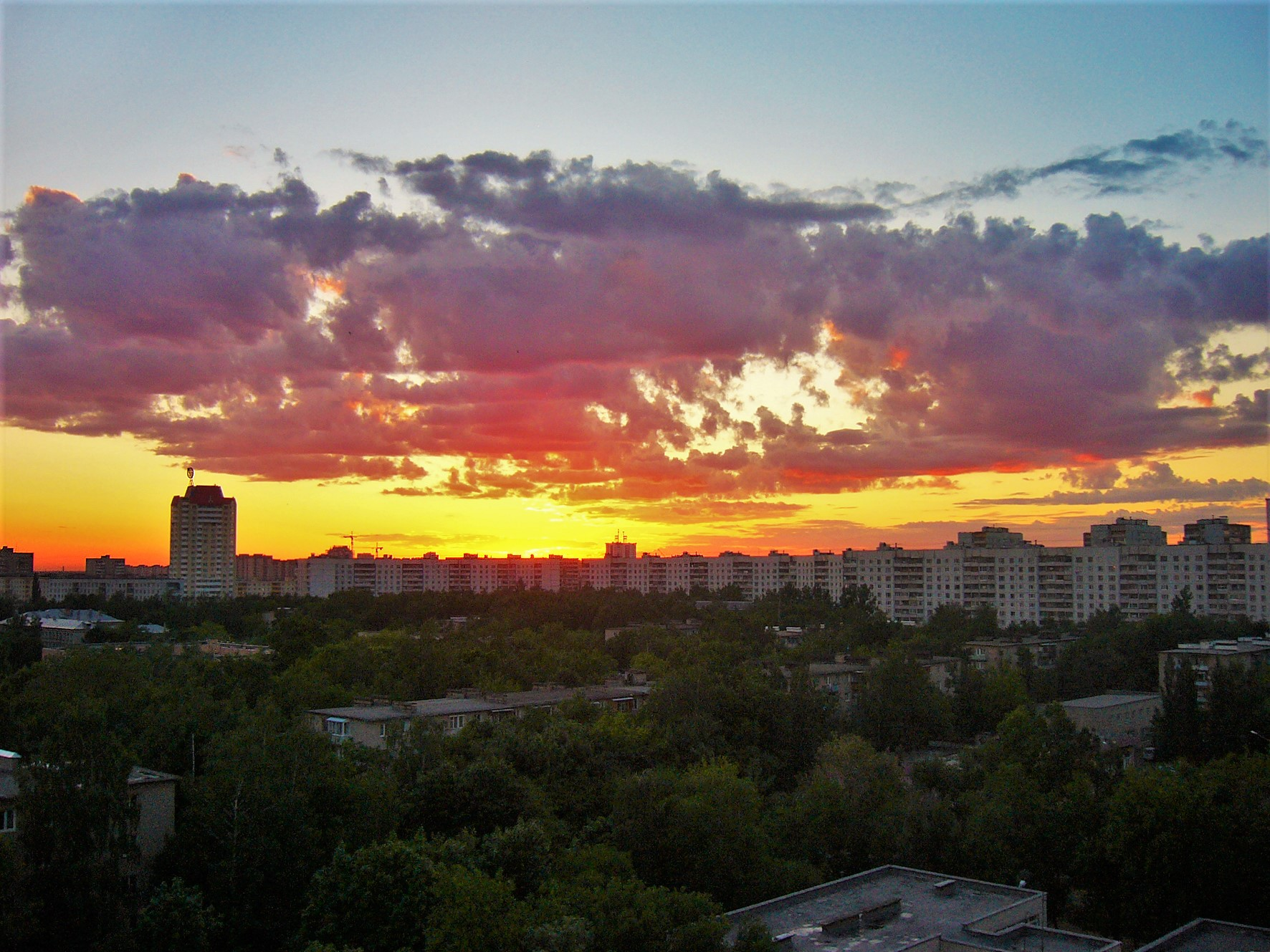
Корольов

Корольо́в (рос. Королёв) — місто (з 1938) обласного підпорядкування в Московській області в Росії, за 5 км на північний схід від Москви.

## Історія
Спочатку — селище Підлипки, з 1928 — робітниче селище Калінінський, а з 1938 — місто Калінінград. У 1960 до складу Калінінграда введено місто Костіно, з 1963 — місту підпорядковуються селища Болшево, Первомайський і Текстильник. У 1992 зі складу Калінінграда виділено місто Юбілейний. З 1996 носить сучасну назву на честь Сергія Корольова. 12 квітня 2001 указом президента Росії місту присвоєно статус наукового міста (наукограда) Російської Федерації.

## Населення
Населення — 171,6 тис. чоловік (2005). Четверте за числом жителів (після Подольська, Хімок і Балашихи) місто в Московській області. За рівнем освіченості населення місто займає одне з перших місць у Росії: приблизно 67 % жителів мають вищу або середню технічну освіту.

## Економіка
Корольов — один з найбільших науково-виробничих центрів Московської області, у ньому розташовані: РКК «Енергія» ім. C. П. Корольова (одне з провідних підприємств російської ракетно-космічної промисловості), ЦНІІМАШ (у його складі — Центр управління польотами), КБ Хіммаш ім. А. Ісаєва (філія ГКНПЦ ім. Хрунічева), НВО ІТ, ЦНІІМВ, НВО «Композит», ВАТ «Корпорація „Тактическое ракетное вооружение“», деревообробні, приладобудівні й текстильні підприємства, завод пакувальних матеріалів компанії Tetra Pak.
Лісові масиви в межі міста займають територію 196 га.

## Транспорт
Залізничні станції міста Корольов на відгалуженні Митищі — Моніно називаються «Підлипки Дачні» і «Болшево»; на відгалуженні Митищі — Фрязіно — «Подлипки-дачні», «Болшево» (відома як «Фрязінська платформа»). Також на території, що адміністративно входить до складу муніципального утворення «Місто Корольов», містяться залізничні платформи «Валентиновка» (на Монінському відгалуженні) та «Фабрика 1 Травня» (на Фрязінському відгалуженні).

## Спорт
У місті базується футбольний клуб «Металіст».

## Персоналії
- Титова Валентина Антипівна (* 1942) — популярна радянська і російська актриса театру та кіно.
- Абрамов Олексій Володимирович — Тренер (плавання). Заслужений тренер України (1987).